# Fabian Birkowski
Fabian Birkowski (ur. w 1566 we Lwowie, zm. 9 grudnia 1636 w Krakowie) – polski kaznodzieja.

## Życiorys
Syn Tomasza Birkowskiego – majstra kuśnierskiego i Elżbiety – córki ławnika miejskiego. Od 1585 uczył się w Akademii Krakowskiej; stopień bakałarza uzyskał w 1587, a magistra w 1593. Dla dokończenia studiów odbył podróż zagraniczną do Włoch.
W latach 1596–97 wykładał literaturę grecką i rzymską w Akademii Krakowskiej. Był znawcą teologii i literatury antycznej. Przypisano mu też tytuł doktora teologii; wykładał ją m.in. w konwencie dominikańskim w Krakowie. Od 1596 dominikanin. Po śmierci Piotra Skargi (1612) kaznodzieja królewski – syna królewskiego Władysława IV w Warszawie.
Tak sam określa rolę kaznodziei (z kazania na pogrzebie Piotra Skargi – pisownia oryginalna):

Pierwszą ozdobą kaznodziei jest, iż w oczach ludzkich porywa się na ogień. Winien być jak ogień: czystym, jasnym i gorejącym.... Kapłani wnet jak aniołowie, wnet jak pioruny szybko i szeroko wolę boską roznoszą. Oni od Japonów, wysp filipińskich i Moluk, jakby na przechadzkę zbiegali. Non erat terra, quae se abconderet a calore eorum. Czyniła to wielka miłość, która skrzydła ogniste ich nogom przyprawowała.... Nie przez mowców słowa bożego państwo greckie zginęło. Błogo było Carogrodowi, gdy widział na mownicy Chryzostoma, Grzegorza i innych patryarchów. Nie stało tych – wnet Nestroyusze, Cerularyowie się wznieśli, którzy mówili dla pochlebstwa, dogody łaskom cesarskim i co innego przed oczyma mieli, niż prawdę

Towarzyszył królewiczowi w wyprawach wojennych (Moskwa, Chocim).
I jeszcze jeden fragment z kazania wygłoszonego podczas mszy dziękczynnej po zawarciu pokoju po bitwie pod Chocimiem (pisownia oryginalna):

Synowie Korony i Litwy! którzyście dusze wasze nieśli na szańc z dobrej woli, błogosławcie panu.... Zraziliście nieraz ufce tureckie sercem waszem bohaterskiem.... Gdy mi przychodzą na myśl niektórzy żołnierze, którem widział z potrzeby do obozu przychodzące, zbroczone krwią pogańską i swoią, o! jako błogosławię pana, że mi dał widzieć syny kraju mego wielkie dzieła rycerskie odprawujące.

Był jednym z członków Rady Duchownej mającej doprowadzić do pokoju z dysydentami. Do 1634 r. przebywał w Warszawie. Następnie osiadł w Krakowie, gdzie pełnił funkcję przeora klasztoru.
Powszechnie podziwiany przez współczesnych i wysoko ceniony przez historyków. Mówca pełen życia, silnie poruszający słuchaczy. Największe uznanie zyskały jego kazania pogrzebowe i obozowe. Są one cennym źródłem do poznania myśli i życia codziennego epoki staropolskiej.
Najsłynniejsze kazania pogrzebowe:
- Jan Zamoyski (1605),
- Jan Karol Chodkiewicz (1621),
- Nagrobek Osmanowi, cesarzowi tureckiemu (1622),
- Krzyż kawalerski – o Bartłomieju Nowodworskim (1625),
- Stefan Chmielecki albo nagrobek (1632),
- Kwiaty z koron królewskich nieśmiertelne, abo pamięć Najjaśniejszego Monarchy Zygmunta III, króla polskiego i szwedzkiego, także Pamięć Najjaśniejszej Pani Konstancyi, królowej polskiej i szwedzkiej[2] – o Zygmuncie III Wazie (1632),
- Kwiat padający – o Gustawie Adolfie (1632).

Kazania obozowe:
- Panu Bogu podziękowanie za uspokojenie Korony i Wielkiego Księstwa Litewskiego (1621),
- Kazanie obozowe o Bogarodzicy[3] (1623),
- Kantymir basza porażony[4] (1624).

Zbiory innych kazań:
- Orationes Ecclesiasticae[5] (1622),
- Kazania na niedziele i święta (1628).

## Literatura dodatkowa
- Marja Dynowska: Birkowski Fabian. W: Polski Słownik Biograficzny. T. 2: Beyzym Jan – Brownsford Marja. Kraków: Polska Akademia Umiejętności – Skład Główny w Księgarniach Gebethnera i Wolffa, 1936, s. 104–105. Reprint: Zakład Narodowy im. Ossolińskich, Kraków 1989, ISBN 83-04-03291-0